# Declaración Universal sobre el Genoma Humano y los Derechos Humanos de la UNESCO
La Declaración Universal sobre el Genoma Humano y los Derechos Humanos de la UNESCO es un documento conformado por un preámbulo y 25 artículos dispuestos en 5 apartados que fue publicado por la Organización de las Naciones Unidas para la Educación, la Ciencia y la Cultura (UNESCO) en su 29.ª sesión el 11 de noviembre de 1997 redactada a raíz de la decisión adoptada en ese sentido durante la reunión del Comité de Expertos Gubernamentales encargado de finalizar una declaración sobre el genoma humano, convocada por la UNESCO en París del 22 al 25 de julio de 1997. Fue aprobado por unanimidad por las setenta y siete delegaciones nacionales que estuvieron presentes.
La declaración es quizás más conocida por oponerse contra la clonación humana y el abuso del genoma humano contra la dignidad humana.